# ポシュレサンデー
『ポシュレサンデー』は、日本テレビ（関東ローカル）で2001年10月より2014年9月まで日曜日6:00 - 6:30に放送されていた通販番組。
ジャパネットたかたによる一社提供番組で、日本テレビで通信販売番組のタイトルとしてつけられている「ポシュレ」を冠しているが、他のポシュレとは異なりジャパネットたかたが販売する商品のみ紹介していた。
新聞ラ・テ欄では「日曜通販テレショップ」または「日曜通販」と表記されることが多かった。

## 出演
- 髙田明
- 塚本慎太郎
- 中島一成
- 本多由美子

### 過去に出演した人物
- DJ Moby（ナレーター）

## スタッフ
- 制作協力：AX-ON
- 制作著作：日テレ

## その他
- ジャパネットたかたは『ポシュレサンデー』以外にも、金曜10:30 - 11:00の時間帯に同種の番組「いちおしポシュレ」を放送していた時期があった。
- 2004年3月に発生した同社の個人情報漏洩事件による営業休止時は、タイトルはそのままで別内容の通販番組となった。
- 2004年10月23日に発生した新潟県中越地震に関連して、10月24日は『NNN緊急特番』放送のため休止。
- 2011年3月11日に発生した東日本大震災に関連して、3月13日は『NNN緊急特番』放送のため休止、3月20日は放送を自粛し、代わりに深夜番組『iCon』の特別版を放送した。
- 2013年9月8日は『上田晋也のGoing!特別版 2020年五輪開催地決定の瞬間』（3:20 - 6:00、当初予定より30分延長[2]）放送に伴い、当番組の通常時の前座番組『遠くへ行きたい』（読売テレビ制作）を30分繰り下げて放送したため、急遽休止。
- 2014年6月22日放送の『行列のできる法律相談所』の中で、日本テレビの長寿番組ランキングが発表され、当番組は第24位にランクインした。
- 2014年9月28日の放送をもって最終回となった[1]。